# 李舜臣大橋
李舜臣大橋（イスンシンおおはし/りしゅんしんおおはし、朝鮮語: 이순신대교）は、大韓民国全羅南道麗水市と光陽市を繋ぐ4車線の吊橋である。
中央支間長は1,545mと韓国内で最も長く、開通時点で世界4位の規模。高さ270mの主塔は、コンクリート製吊橋主塔としては世界一の高さである。海面から床板までの高さは80mと韓国内で最も高い。

## 概要
麗水国家産業団地進入道路建設工事第3工区2.26kmの橋区間として、2003年8月、建設交通部において事業化された。
仮称は「光陽大橋」だったが、2007年2月に全羅南道で開催された名称公募により「李舜臣大橋」と定められた。この名称は、建設地が文禄・慶長の役（壬辰倭乱）当時、露梁海戦において李舜臣が活躍した露梁津と隣接することに由来している。中央径間は、当初計画では1,100mの予定であったが、後に李舜臣の生誕年とされる1545年を記念して1,545mとなるよう設計された。
2007年11月15日着工、麗水国際博覧会開催直前である2012年5月10日から8月13日まで暫定開通、翌2013年2月7日に正式開通した。

## その他
- 周辺は韓国有数の工業地帯であり、大型車の過積載等が原因でアスファルト路面にひび割れが発生したため、2014年6月5日より10月まで2車線通行規制の上で補修工事を実施。厚さ2.5 cmで敷設した既存のアスファルト舗装を取り払い、耐久性を向上させた厚さ5 cmのエポキシアスファルトでの再舗装が行われた[7]。
- 2014年10月26日午後6時頃、李舜臣大橋が上下に大きく揺れているとの通報を受け、橋上が一時封鎖される事態が発生した。緊急点検の結果、原因は上記の道路舗装工事に伴い橋上に設置されていた防風幕が、強風により振動したためとみられ、翌27日に防風幕を撤去の上通行を再開している[8]。